# Mezoregion Extremo Oeste Baiano

Mezoregion Extremo Oeste Baiano

Mezoregion Extremo Oeste Baiano – mezoregion w brazylijskim stanie Bahia, skupia 24 gmin zgrupowanych w trzech mikroregionach. Liczy 117 501,5 km² powierzchni.

## Mikroregiony
- Barreiras
- Cotegipe
- Santa Maria da Vitória